# Discocyrtus vestitus
Discocyrtus vestitus is een hooiwagen uit de familie Gonyleptidae.